# ان‌جی‌سی ۵۳۶۴
ان‌جی‌سی ۵۳۶۴ (انگلیسی: NGC 5364) نام یک کهکشان در صورت فلکی دوشیزه است.